# سام ميلز
سام ميلز (بالإنجليزية: Sam Mills)‏ هو لاعب كرة قدم أمريكية أمريكي، ولد في 3 يونيو 1959 في نبتون في الولايات المتحدة، وتوفي في 18 أبريل 2005 في تشارلوت في الولايات المتحدة بسبب سرطان القولون.

## وصلات خارجية
- سام ميلز على موقع مرجع كرة القدم المحترفة.كوم (الإنجليزية)
- سام ميلز على موقع قاعة لويزيانا للمشاهير الرياضية (الإنجليزية)
- سام ميلز على موقع قاعة كارولاينا الشمالية للمشاهير الرياضية (الإنجليزية)